# 長田駅 (神戸市営地下鉄)
長田駅（ながたえき）は、兵庫県神戸市長田区にある神戸市営地下鉄西神・山手線の駅。駅番号はS08。また、駅イメージテーマは「石畳と鳥居」である。1999年（平成11年）12月1日以降「長田神社前」の副駅名が付けられ、車内放送でも併称されている。

## 接続する他の鉄道路線
連絡通路でつながっている。
- 阪神電気鉄道
  - 阪神神戸高速線 - 高速長田駅

※神戸電鉄の長田駅は同じ長田区内にあるが、直線距離でも1.2kmと大きく離れた位置にあるため、当駅で乗り換えることはできない。

## 歴史
- 1983年（昭和58年）6月17日：営業開始[1]。
- 1995年（平成7年）
  - 1月17日：阪神・淡路大震災で被災し、不通。
  - 2月16日：営業再開[2]。
- 1999年（平成11年）12月1日：地元住民の要求を受けて、「長田神社前」の副駅名を追加（同日、神戸高速鉄道高速長田駅でも副駅名が追加された）。

## 駅構造
地下1階にコンコース、改札があり、地下2階にプラットホームがある地下駅。地下2階のプラットホームは相対ホームの2面2線である。

### のりば
| 番線 | 路線         | 行先                          |
| ---- | ------------ | ----------------------------- |
| 1    | 西神・山手線 | ■三宮・新神戸・谷上方面       |
| 2    | 西神・山手線 | □名谷・学園都市・西神中央方面 |

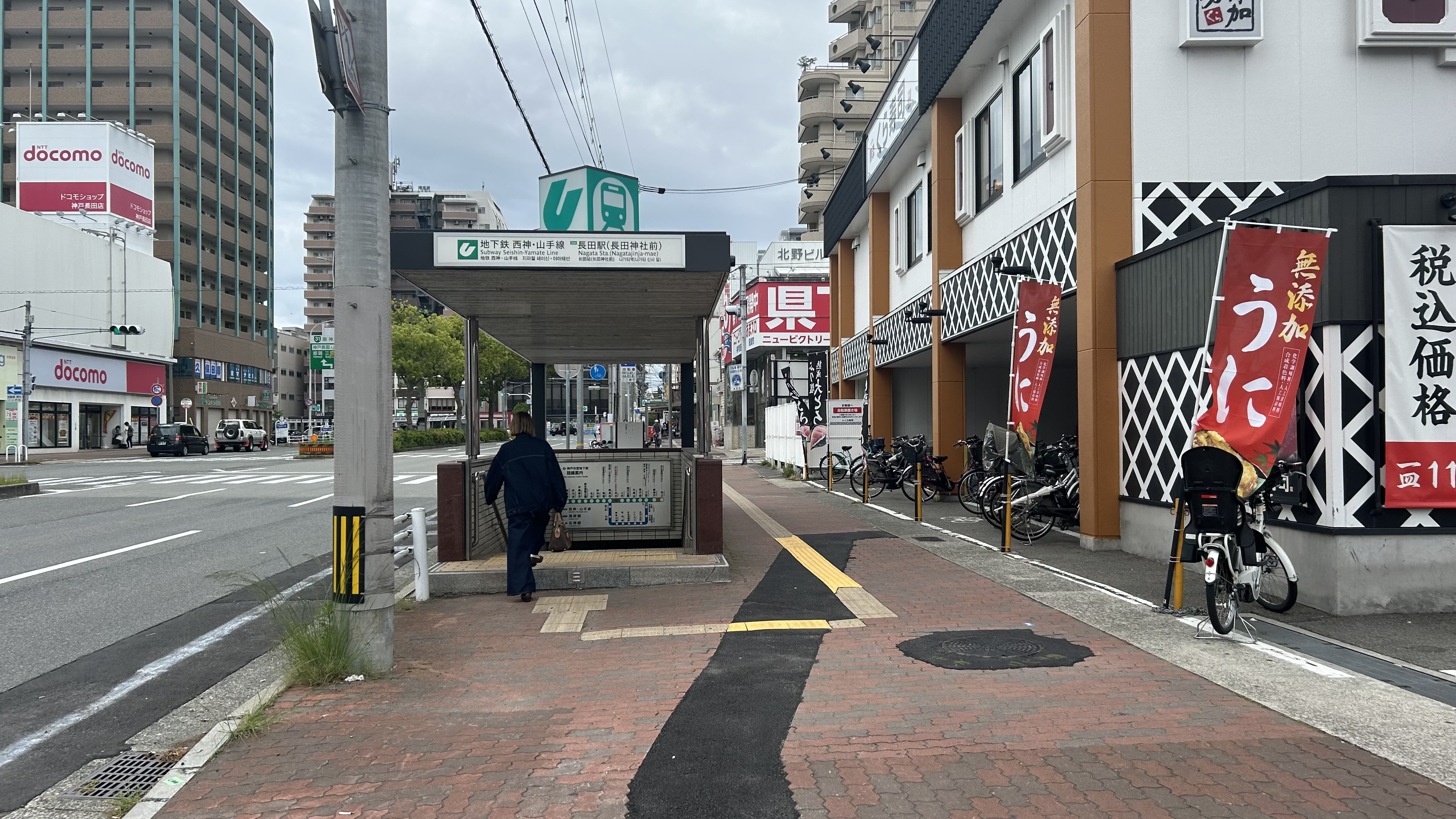
東出口1
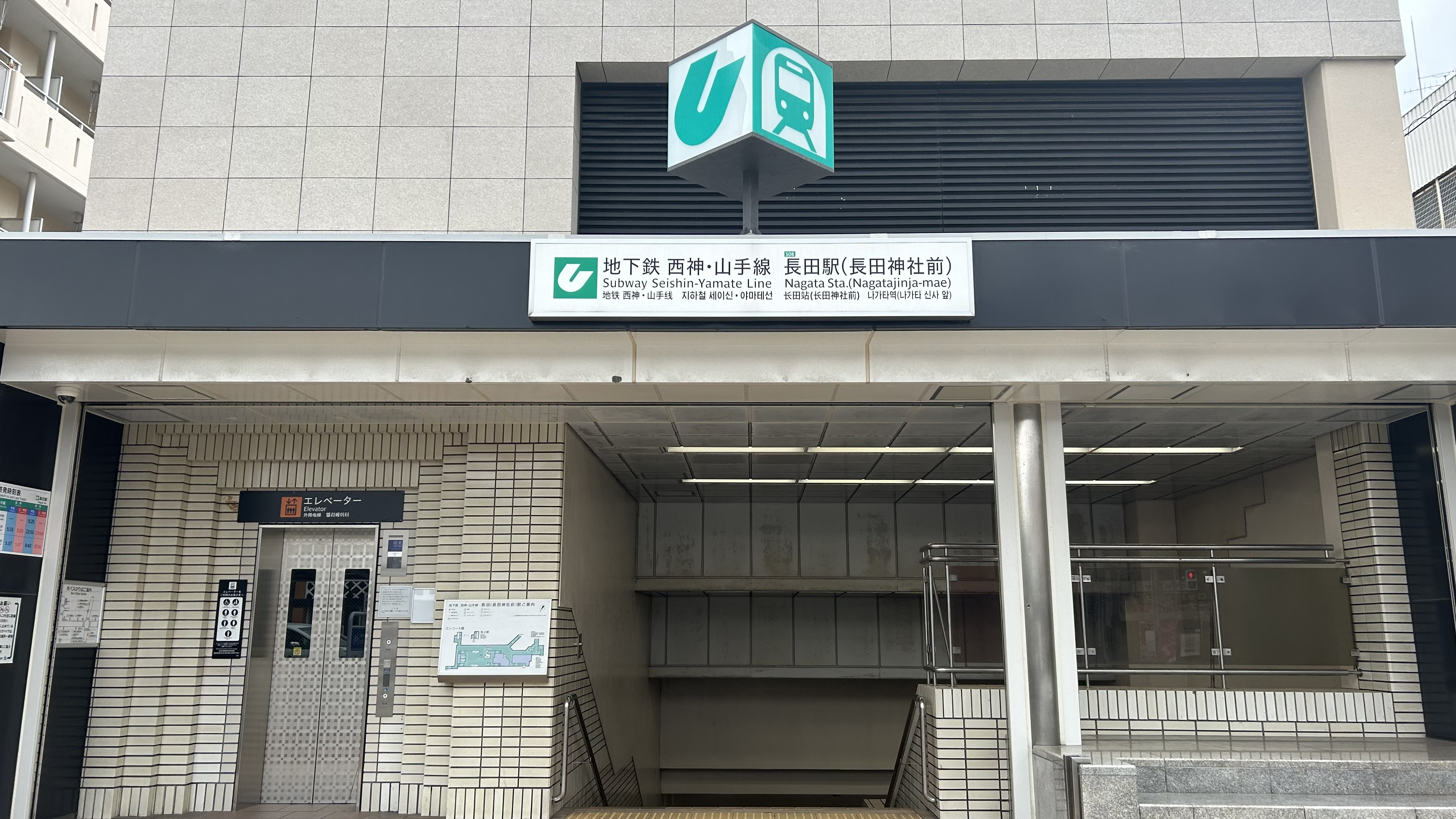
東出口2
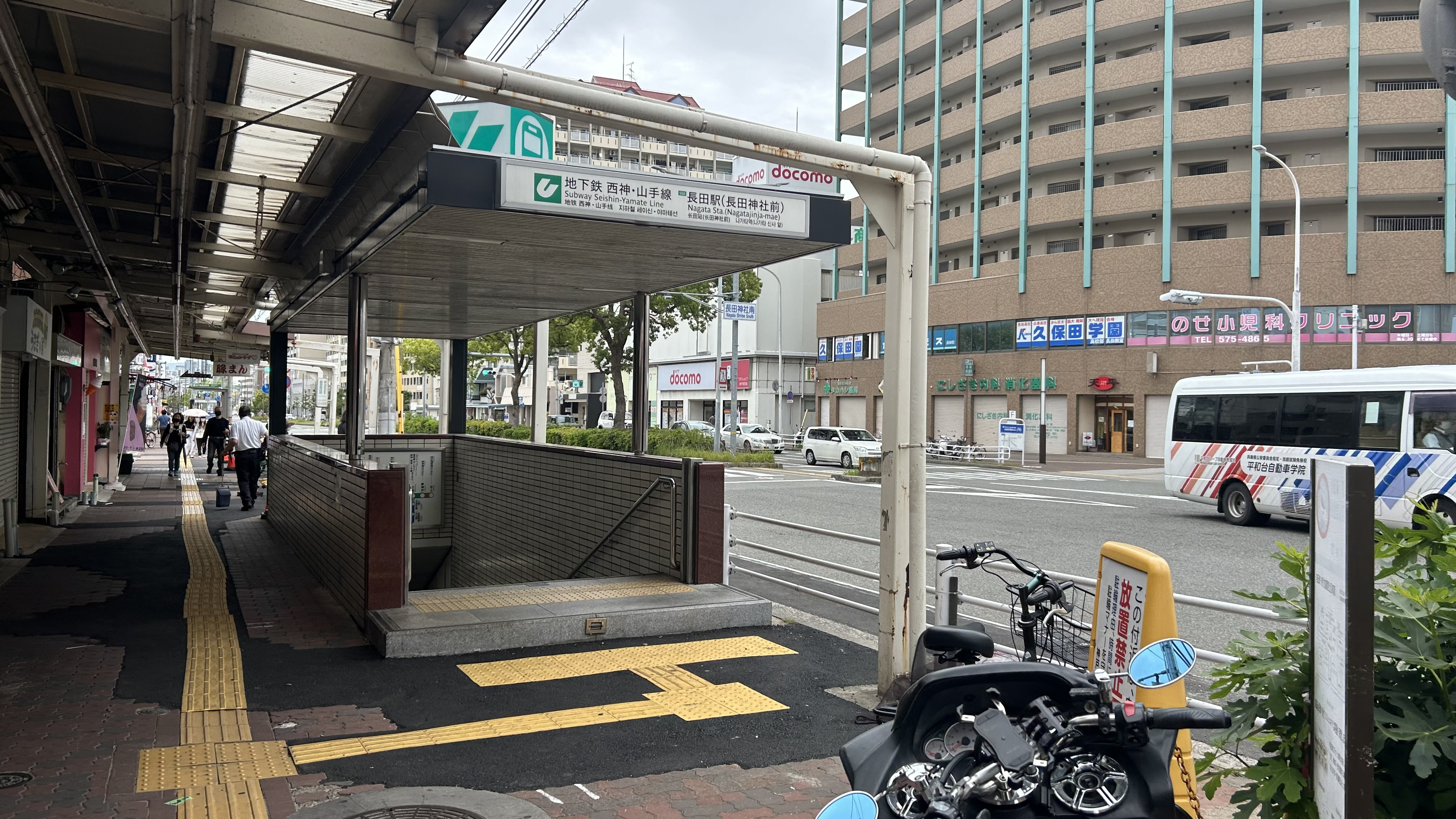
西出口1
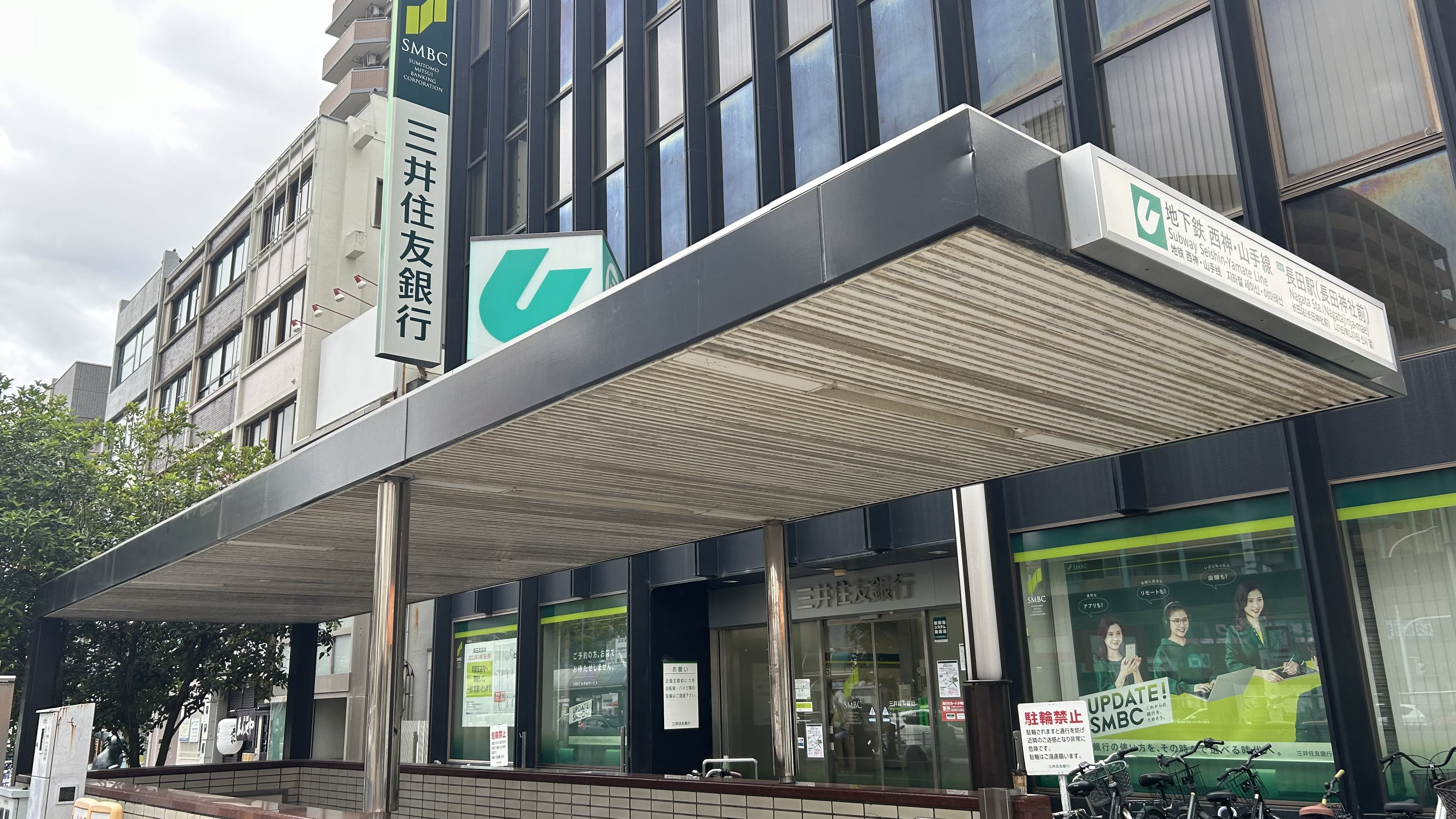
西出口2
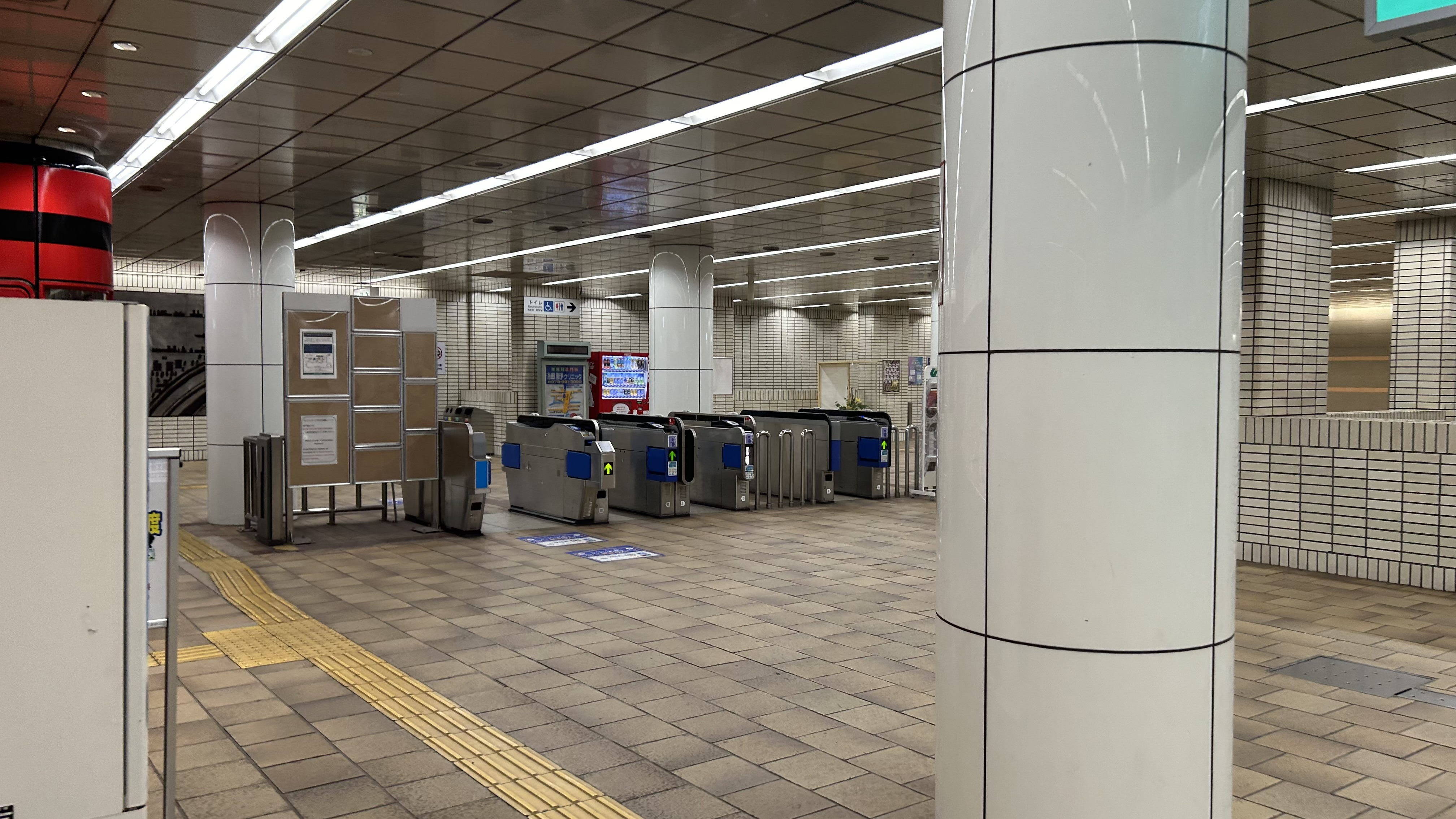
改札口
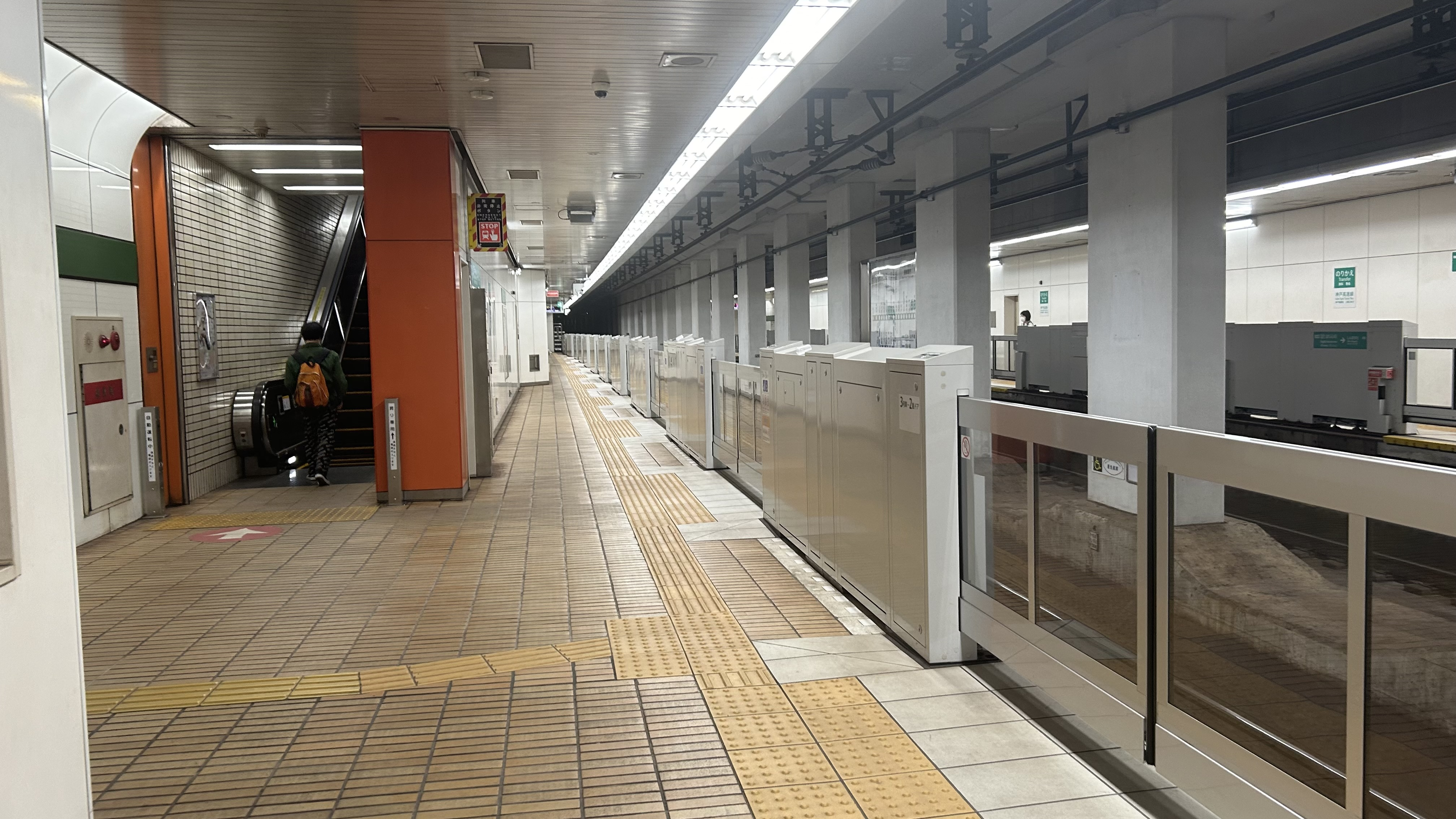
1番線ホーム
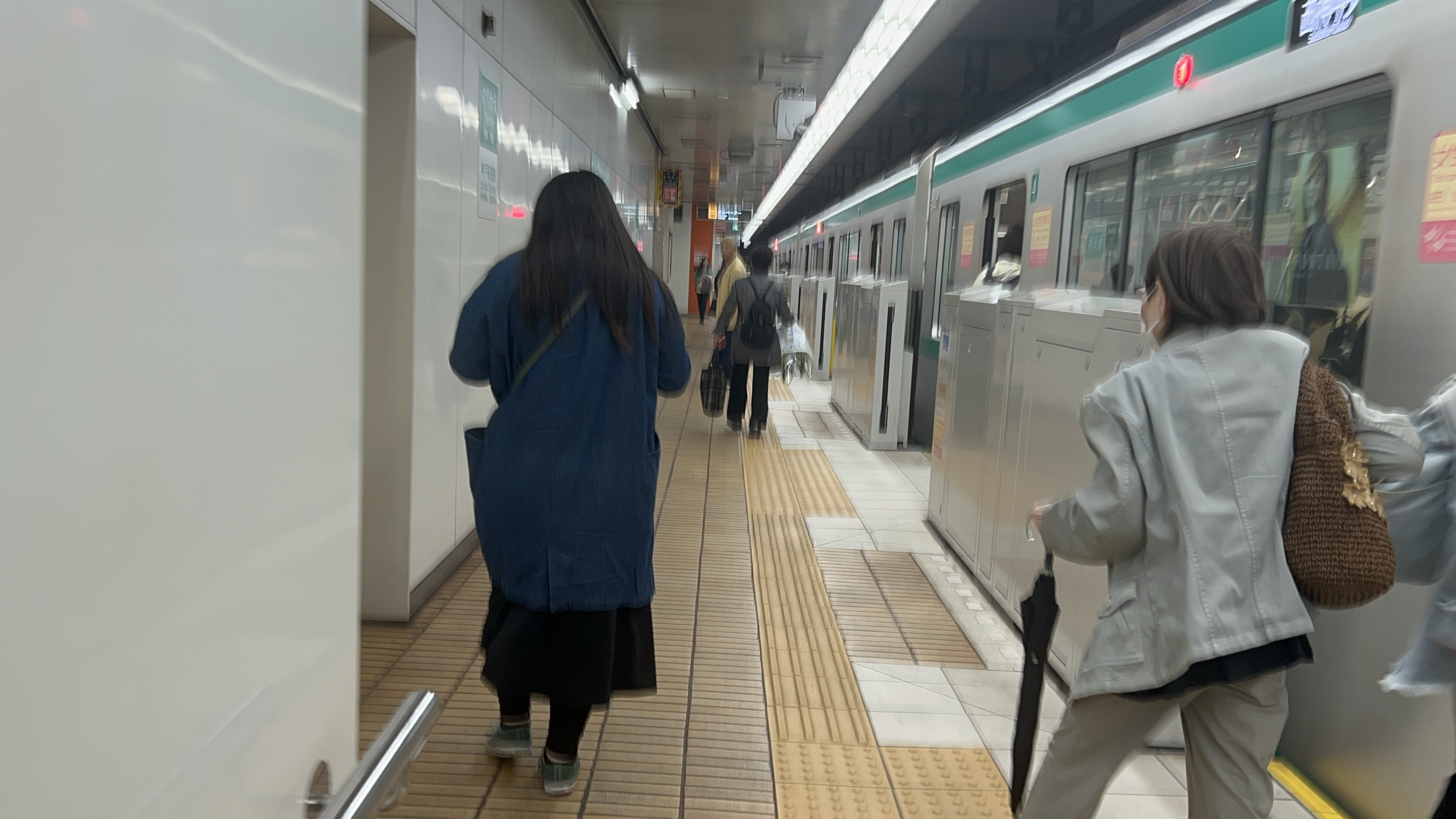
2番線ホーム

## ダイヤ
上下とも毎時8本の運行。

## 利用状況
2022年度の1日平均乗車人員は5,872人である。
近年の1日平均乗車人員の推移は下記の通りである。
| 年度               | 1日平均 乗車人員 |
| ------------------ | ---------------- |
| 1995年（平成07年） | 8,511            |
| 1996年（平成08年） | 7,573            |
| 1997年（平成09年） | 7,294            |
| 1998年（平成10年） | 6,798            |
| 1999年（平成11年） | 6,773            |
| 2000年（平成12年） | 6,390            |
| 2001年（平成13年） | 8,087            |
| 2002年（平成14年） | 7,151            |
| 2003年（平成15年） | 6,912            |
| 2004年（平成16年） | 6,666            |
| 2005年（平成17年） | 6,587            |
| 2006年（平成18年） | 6,670            |
| 2007年（平成19年） | 6,643            |
| 2008年（平成20年） | 6,502            |
| 2009年（平成21年） | 5,588            |
| 2010年（平成22年） | 5,549            |
| 2011年（平成23年） | 5,418            |
| 2012年（平成24年） | 5,436            |
| 2013年（平成25年） | 5,891            |
| 2014年（平成26年） | 5,817            |
| 2015年（平成27年） | 5,843            |
| 2016年（平成28年） | 5,945            |
| 2017年（平成29年） | 6,083            |
| 2018年（平成30年） | 6,095            |
| 2019年（令和元年） | 6,074            |
| 2020年（令和02年） | 5,241            |
| 2021年（令和03年） | 5,660            |
| 2022年（令和04年） | 5,872            |

## 駅周辺

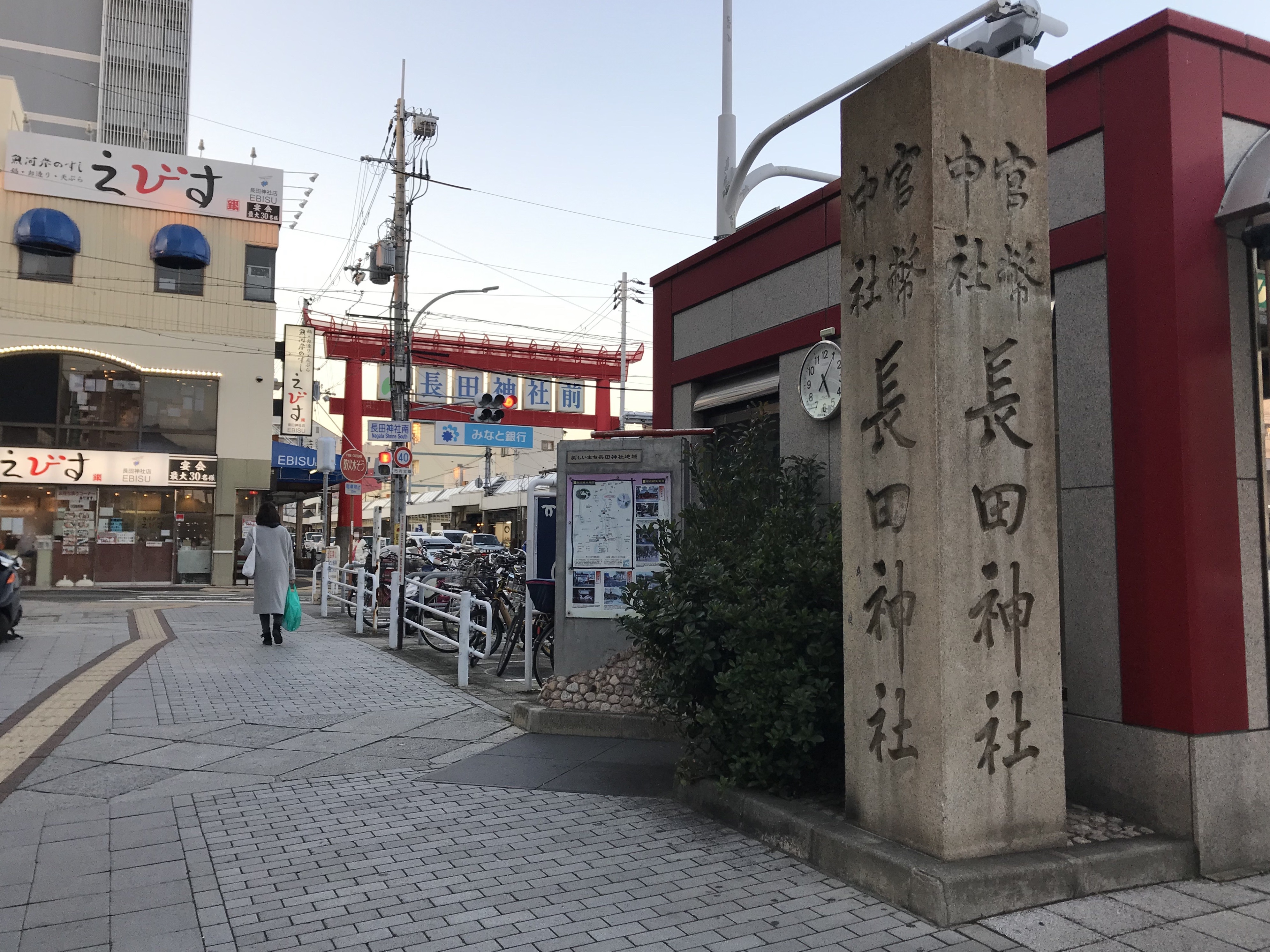
長田神社参道の大鳥居と社名標。社名標の右側の建物は長田駅のエレベーターホール

駅北側の長田神社へ向かう参道が長田商店街となっている。周囲は古くからの住宅地であり、また学校が多い。
公共施設
- 長田区役所
- 兵庫県長田警察署
- 神戸市消防局長田消防署

学校
- 彩星工科高等学校（旧神戸村野工業高等学校）
- 兵庫県立長田高等学校・兵庫県立長田商業高等学校・兵庫県立青雲高等学校（3校で校舎を共用）
- 兵庫県立兵庫高等学校・兵庫県立湊川高等学校（2校で校舎を共用）
- 阪神自動車航空鉄道専門学校
- 神戸教育短期大学（旧・神戸学院女子短期大学→神戸学院大学法科大学院の校舎を転用）

医療機関
- 神戸市立医療センター西市民病院

金融機関
- 三井住友銀行長田駅出張所  - ※2022年3月7日より、長田支店が兵庫支店・湊川支店（新開地駅の近く）内に移転しており、駅コンコース内にATMを新設。
- 姫路信用金庫神戸西支店

その他
- 日本郵便 神戸長田神社通郵便局
- 神戸長田出入口 - 阪神高速31号神戸山手線

## バス路線
神戸市営バス（地下鉄長田駅前停留所）
- 3　名倉町・夢野回り吉田町方面
- 3　和田岬回り吉田町方面
- 4　大日丘住宅前
- 4　兵庫駅前経由神戸駅前
- 6　重池町・房王寺町経由夢野方面
- 6　兵庫駅前経由松原通5丁目
- 9　大学病院経由神戸駅前
- 9　吉田町
- 13　板宿経由新長田駅
- 13　兵庫駅前
- 17　新長田駅・駒ヶ林町経由二葉町
- 17　しあわせの村
- 95　西代・新長田駅経由神戸駅前
- 96　兵庫駅前・七宮町経由神戸駅前
- 96　東尻池2丁目経由新長田駅

## 余談
- 改札内駅務員室西側付近では神戸市電で使われていた敷石が再利用されている（近年、当時の写真と共に説明板が掲示された）。
- 数年前まで、自動精算機の横にオリックス・ブルーウェーブ在籍時代のイチローの顔写真が入ったサイン色紙が飾られていた。

## 隣の駅
神戸市営地下鉄
西神・山手線
上沢駅 （S07） - 長田（長田神社前）駅 （S08）  - 新長田駅 （S09）
- （）内は駅番号を示す。